# Phellinus uncinatus
Phellinus uncinatus är en svampart som beskrevs av Rajchenb. 1987. Phellinus uncinatus ingår i släktet Phellinus och familjen Hymenochaetaceae.   Inga underarter finns listade i Catalogue of Life.